# Іжори (платформа)
Іжори (рос. Ижоры) — залізнична платформа для приміських поїздів в Колпінському районі Санкт-Петербурга в селищі Металлострой, раніше відома як платформа 19 кілометр.
Знаходиться за 19 кілометрах від Санкт-Петербург-Московський Волховстроївським напрямком ОЗ.
Спочатку поблизу цього місця працювала стара станція Іжори. Потім тут збудували платформу «19 кілометр» для електропоїздів. Стара станція перестала використовуватися як пасажирська, платформу потім перейменували в Іжори.
Між двома коліями, до яких примикають берегові платформи, прямують ще дві транзитні колії чотириколійного перегону Рибальське — Іжори. Ці колії є електрифікованою частиною станції, крім того, дві неелектрифіковані під'їзні колії також прямують уздовж південно-західної межі зупинного пункту.
Поблизу північно-західного закінчення платформ знаходиться односторонній регульований світлофором автомобільний тунель по дорозі на Петро-Слов'янку.